# 米德維尤 (亞利桑那州)
米德維尤（英語：Meadview）是位於美國亞利桑那州莫哈維縣的一個人口普查指定地區。根據2010年美國人口普查，該地人口為1224人，而該地的面積約為80.39平方千米。

## 地理
米德維尤的座標為36°00′07″N 114°04′05″W / 36.00194°N 114.06806°W，而該地最高點為海拔高度910米（即2986英尺）。